# Вяткин, Владимир Владимирович
Владимир Владимирович Вяткин (р. 1 января 1988, Москва) — российский гобоист, художественный руководитель ансамбля солистов «Espressivo». Сын известного фотожурналиста Владимира Вяткина.

## Биография

### Образование
Владимир Вяткин родился в 1988 году в семье музыкантов. Музыкой занимался с четырёх лет, в пять поступил  в школу имени Гнесиных на специальность блокфлейта (класс И. Ф. Пушечникова). В 1999 году перешёл с блокфлейты на гобой. По окончании музыкальной школы в 2005 году поступил в Российскую академию музыки имени Гнесиных, в которой занимался до 2010 года.

### Профессиональная деятельность
Выступал с известными музыкальными коллективами «Musica Viva», «Времена года», «Гнесинские виртуозы», а также с такими исполнителями, как Ирина Бочкова, Михаил Воскресенский, Константин Орбелян, Анна Нетребко,Николай Петров, Дмитрий Хворостовский.
В 2007 году создал ансамбль солистов «Espressivo».  Солист камерного оркестра Московского театрально-концертного центра Павла Слободкина.

## Награды и премии
- Премия «Золотой щелкунчик» II Международного телевизионного конкурса юных музыкантов «Щелкунчик» (2001)[3].
- Гран-при международного фестиваля «Musica Classica» 2009 года с ансамблем «Espressivo»[1][неавторитетный источник].
- Специальная государственная стипендия Правительства Российской Федерации (2009)[4].